# (38313) 1999 RV111
1999 RV111 (asteroide 38313) é um asteroide da cintura principal. Possui uma excentricidade de 0.14685200 e uma inclinação de 17.40985º.
Este asteroide foi descoberto no dia 9 de setembro de 1999 por LINEAR em Socorro.